# リンモリブデン酸
リンモリブデン酸(phosphomolybdic acid, PMA)はマッソン・トリクローム染色の構成成分である。黄緑色の化合物で、水やエタノールのような極性有機溶媒へ自由に溶ける。ポリフェノール化合物を染色するために薄層クロマトグラフィーの試薬として使われる。
共役不飽和化合物はPMAをモリブデンブルーに還元する。色は分子内の二重結合の増えた数を反映する。

## アルカロイドの検出
リンモリブデン酸はアルカロイドと反応して沈殿を生じるため、アルカロイドを検出するための試薬として用いられる。通常1 %のエタノール溶液として用いられ、このような試薬はゾンネンシャイン試薬（英：Sonnenschein's reagent）と呼ばれる。